# TKF (Tankette)
Die Tankette TKF war eine weitere Version eines Aufklärungsfahrzeuges auf Basis der polnischen TK-3.

## Entwicklung
Da die Tanketten TK-3 mit einem importierten Motor vom Typ Ford A angetrieben wurde, beschloss man diesen durch einen eigenen und kostengünstigeren Motor zu ersetzen. Dazu wählte man den in Polen in Lizenz gebauten Polski Fiat-122 BC-Motor aus. Der neue Motor wurde erstmals Ende 1931 oder Anfang 1932 versuchsweise in die Tankette TK-3 mit der Chassis Nummer 1221 eingebaut. 1933 wurde eine kleine Serie von Tanketten mit den neuen Fiat-Motoren hergestellt. Diese erhielten die Bezeichnung TKF („F“ für Fiat).
Trotz einiger kleinerer Änderungen im Motor und dem Fahrwerk, unterschieden sich die TKF äußerlich nicht von den TK-3. Ein Umbau aller TK-3 auf TKF-Standard wurde erwogen, aber aus Kostengründen wieder verworfen.

## Produktion
Die Produktion der TKF-Tanketten erfolgte im Werk Ursus S.A. Die genaue Anzahl der produzierten TKF-Tanketten ist nicht bekannt, jedoch geht man von 18–22 Stück aus. Offenbar gehörten die produzierten TKF zur letzten Serie der TK-3 und wurden noch in der Herstellung auf die neuen Motoren umgerüstet. Jedoch wurde die Produktion zeitnah eingestellt, da eine verbesserte Version der Tankette mit dem Namen TKS entwickelt wurde.

## Technische Daten
Angetrieben wurde die Tankette TKF mit einem Polski Fiat 122 BC Motor. Es handelte sich um einen Sechszylinder-Viertaktmotor mit einer Leistung von 42 PS bei 2.600/min und einem Hubraum von 2.516 cm³. Um die Traktion und die Zuverlässigkeit zu erhöhen, wurden die TKF ab 1935 mit den Teilen der Tankette TKS und breiteren Ketten modernisiert. Unter anderem wurden die Aufhängung, das Getriebe, die Vorderachse, die Bremsen, das Lenkrad, die Gas- und Kupplungshebel, der Kühler, der Lüfter, der Handstartmechanismus und die elektrische Anlage (einschließlich der Spannung von 6 auf 12 Volt) erneuert. Dabei hatte die Kette eine Breite von 170 mm mit 124–125 Kettengliedern.
Bewaffnet war die TKF genau wie die TKS mit einem Maschinengewehr vom Typ ckm wz. 25.

## TKF in der polnischen Armee

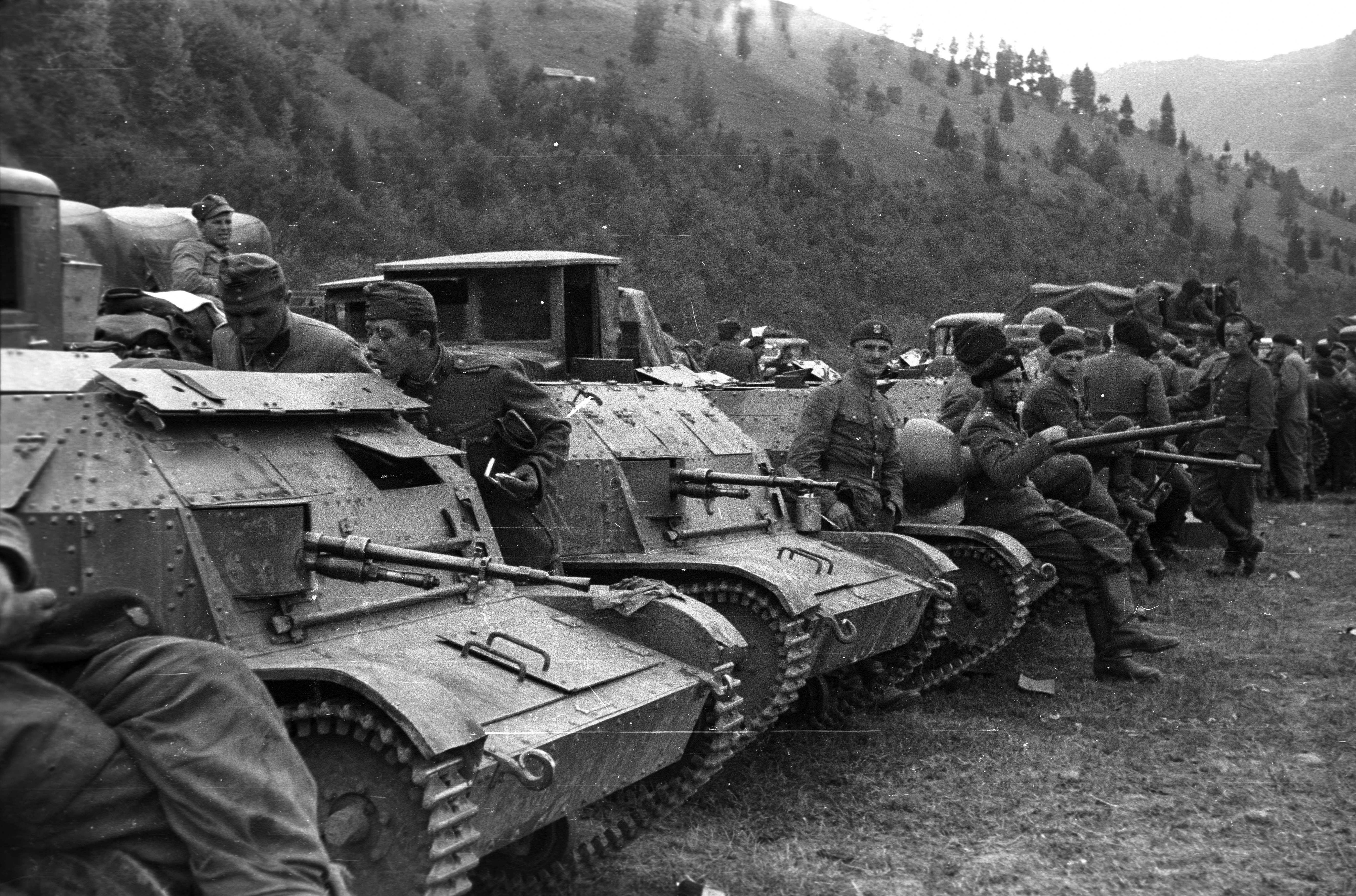
Zwei TKF-Tanketten und zwei TK-3 mit 20-mm-Kanonen bei der Kapitulation an der ungarischen Grenze.

Während des Überfall auf Polen durch die Wehrmacht wurde aus 13 TKF-Tanketten die Aufklärungspanzerschwadron gebildet, die der 10. Kavalleriebrigade unterstellt wurde.
Zum Ende des Krieges überquerte die 10. Kavalleriebrigade die polnisch-ungarische Grenze und wurde in Ungarn interniert. Am 22. September 1939 wurden den Ungarn unter anderem neun TK-3 und TKF-Tanketten übergeben, die anschließend in die Ausrüstung der ungarischen Armee aufgenommen wurden.

## TKF in der ungarischen Armee
Nachdem Teile der 10. Kavalleriebrigade sich nach Ungarn abgesetzt haben und dort interniert wurden, wurden mindestens zwei TKF-Tanketten übernommen und in die Ausrüstung der ungarischen Armee übernommen. Eingesetzt wurden diese Fahrzeuge für Ausbildungs- und Hilfsaufgaben. Möglicherweise wurden sie auch in Radfahrerbataillonen eingesetzt, zusammen mit italienischen Ansaldo 35M, oder im Kampf gegen jugoslawische Partisanen. Im März 1944 wurde eine der TKF-Tanketten von jugoslawischen Partisanen erbeutet.

## Erhaltene Exemplare
Im Militärmuseum in Belgrad steht der einzige TKF, welcher den Krieg überstanden hat. Dieser hat jedoch keinen Motor, keine Innenausrüstung und auch keinerlei Markierungen.